# Rudolf von Stülpnagel
Rudolf von Stülpnagel (* 8. April 1831 in Berlin; † 8. Dezember 1900 in Sandberg, Zauch-Belzigscher Kreis, Regierungsbezirk Potsdam) war ein deutscher Verwaltungsbeamter, Rittergutsbesitzer und Parlamentarier.

## Leben
Rudolf von Stülpnagel stammte aus der genealogischen Linie Stülpnagel-Taschenberg. Seine Eltern waren Florentine Seidemann und der Gutsherr Ferdinand von Stülpnagel-Taschenberg. Der Vater war kgl. preuß. Regierungspräsident, der Großvater Wolf Friedrich von Stülpnagel Gutsbesitzer auf Taschenberg und Lindhorst, Leutnant a. D. sowie Ritterschaftsrat. Er selbst studierte an der Georg-August-Universität Göttingen. 1850 wurde er im Corps Brunsviga Göttingen recipiert. Nach dem Studium trat er in den preußischen Staatsdienst ein. Von 1861 bis 1897 war er Landrat des Landkreises Zauch-Belzig. Von Stülpnagel war Rittergutsbesitzer in Sandberg bei Belzig. Er vertrat 1867–1873 und nach einer Nachwahl von 1882 bis zu seinem Tod den Wahlkreis Potsdam 7 (Westhavelland, Zauch-Belzig) im Preußischen Abgeordnetenhaus. Er gehörte der Fraktion der Konservativen Partei an. 
Verheiratet war er mit Margarete von Rochow-Golzow (1850–1919). Aus dieser Ehe ging die nach der Mutter benannte und unvermählt gebliebene Tochter Margarete (1870–1964) und drei Söhne hervor: Major Rudolf (1873–1914), der Offizier Conrad (1875–1917) und Hauptmann Wichard (1881–1916).  Die drei Söhne hatten alle eine eigene Familie mit Nachfahren. Die Kinder Elisabeth, Wulff, Sidonie und Wolf starben 1871, 1872, 1879 und 1883 im Geburtsjahr oder wenig später. Das Herrenhaus-Mitglied Wichard von Rochow-Golzow war sein Schwager.
Rudolf von Stülpnagel besaß kurzzeitig einen Anteil des nicht kreistagsfähigen 66 ha Rittergutes Sandberg I bei Belzig, seinem Wohnsitz. Die Nachfahren, alle aktive Offiziere, führten den Besitz nicht weiter. Die Witwe lebte mit ihrer Tochter lange in Liegnitz.

## Ehrungen
- Charakter als Geheimer Regierungsrat[2]